# Grand écart
Le grand écart est une position du corps humain dans laquelle les jambes sont alignées et tendues l'une en face de l'autre selon un axe parallèle ou perpendiculaire au tronc. Son exécution exige une grande souplesse.
Les grand écarts sont principalement effectués en gymnastique et en danse classique, mais sont également utilisés en natation synchronisée, en patinage artistique et dans d'autres activités sportives, comme le yoga ou les arts martiaux. Le grand écart s’effectue typiquement sur une surface plate, mais ceci peut varier selon les pratiques et le but du grand écart : en danse ou en gymnastique, il sera utilisé dans un but esthétique ; dans les sports de combat, il servira à avoir une plus grande amplitude dans les coups de pied.
On distingue deux types de grand écart : le grand écart latéral et le grand écart facial.

## Le grand écart latéral

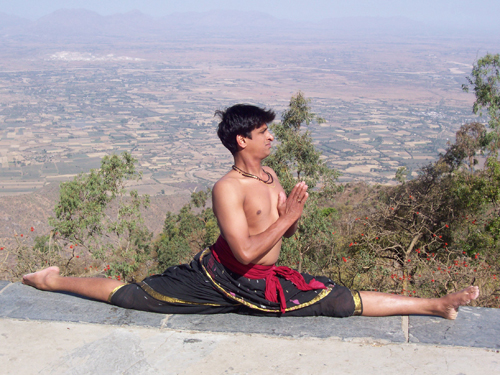
Un grand écart latéral.

Dans le grand écart latéral, ou antéro-postérieur, une jambe est en avant, l’autre en arrière. Les muscles sollicités sont les quadriceps, les ischio-jambiers et le muscle ilio-psoas.

## Le grand écart facial

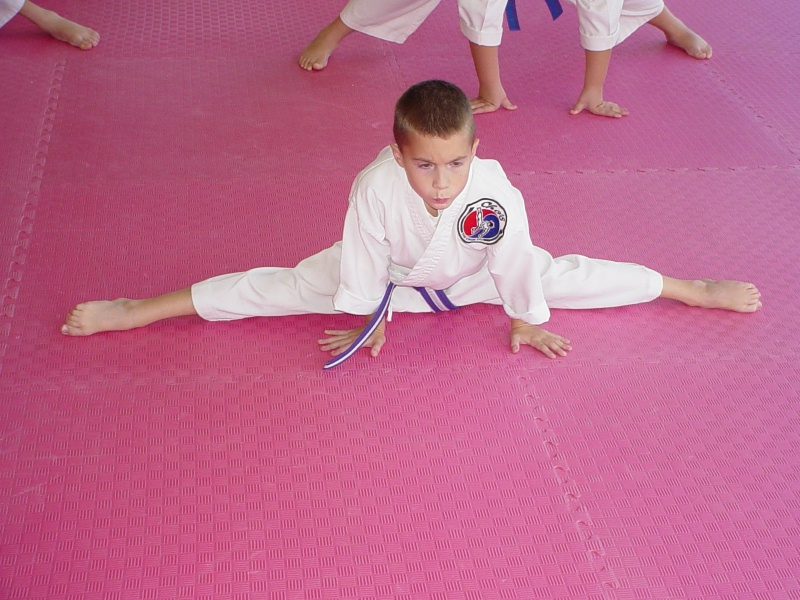
Un grand écart facial.

Dans le grand écart facial, les jambes sont dans un même alignement de chaque côté du tronc. Il nécessite un assouplissement des adducteurs et une grande ouverture du bassin.
Ce grand écart n'est pas à la portée de tous, car la forme des hanches, chez certaines personnes, ne permet pas une ouverture assez grande pour atteindre cette position.

## Après le grand écart[pasclair]

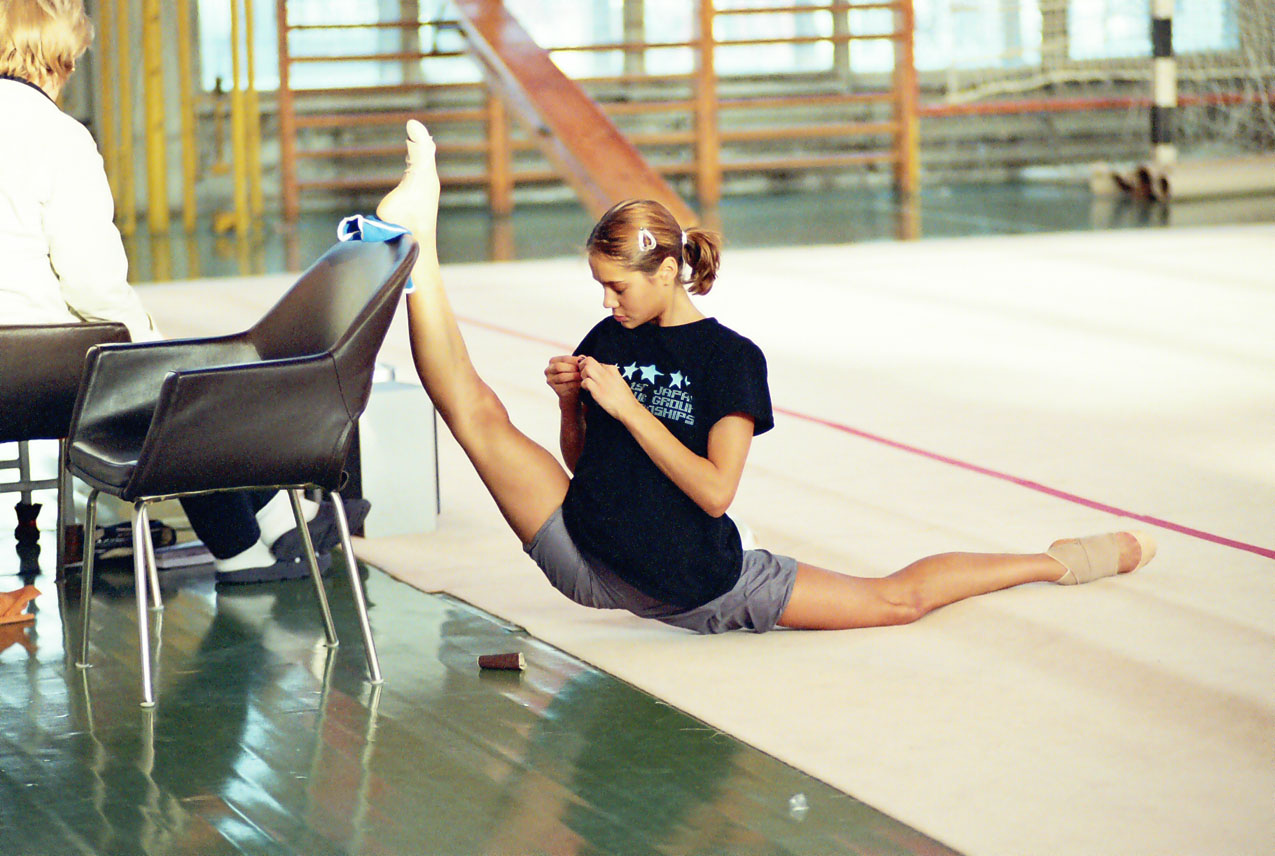
Une gymnaste travaille son grand écart latéral à un angle supérieur à 180°.

Bien que dans un grand écart basique, les jambes forment un angle de 180°, certaines disciplines, comme la danse classique ou la gymnastique, exigent un écart plus grand, pouvant aller jusqu'à 270° (voire 305° pour certains contorsionnistes), pour la réalisation de certains mouvements spécifiques, notamment pour la réalisation du grand jeté. Le terme anglais oversplit, littéralement sur-grand écart, tend à s'utiliser[pas clair] dans la langue française en raison de l'absence du terme.
Il est nécessaire d'avoir une souplesse supérieure à un simple grand écart, pour avoir la possibilité de le faire en équilibre sur une jambe ou durant un saut.

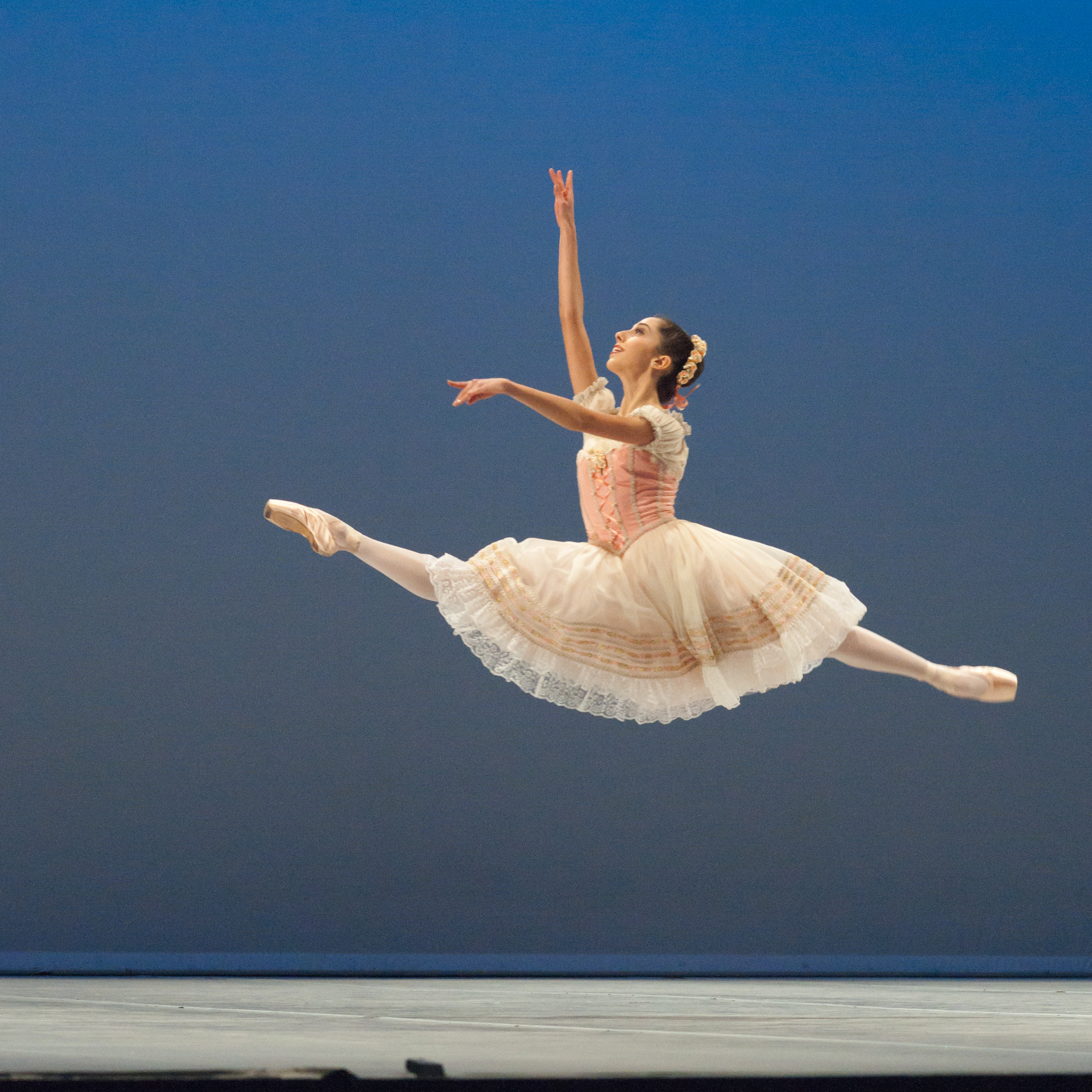
Une danseuse réalise un grand écart pendant un saut (grand jeté).

- Le saut écart ou grand jeté (terme utilisé en danse classique) est un grand écart effectué lors d'un saut. Il est surtout utilisé en danse classique et en gymnastique. Latéral ou facial, il se réalise vers l'avant (départ sur une jambe et arrivée sur l'autre) ou sur place, avec impulsion des deux pieds. Il nécessite souplesse et force dans les jambes pour arriver à les jeter bien haut.

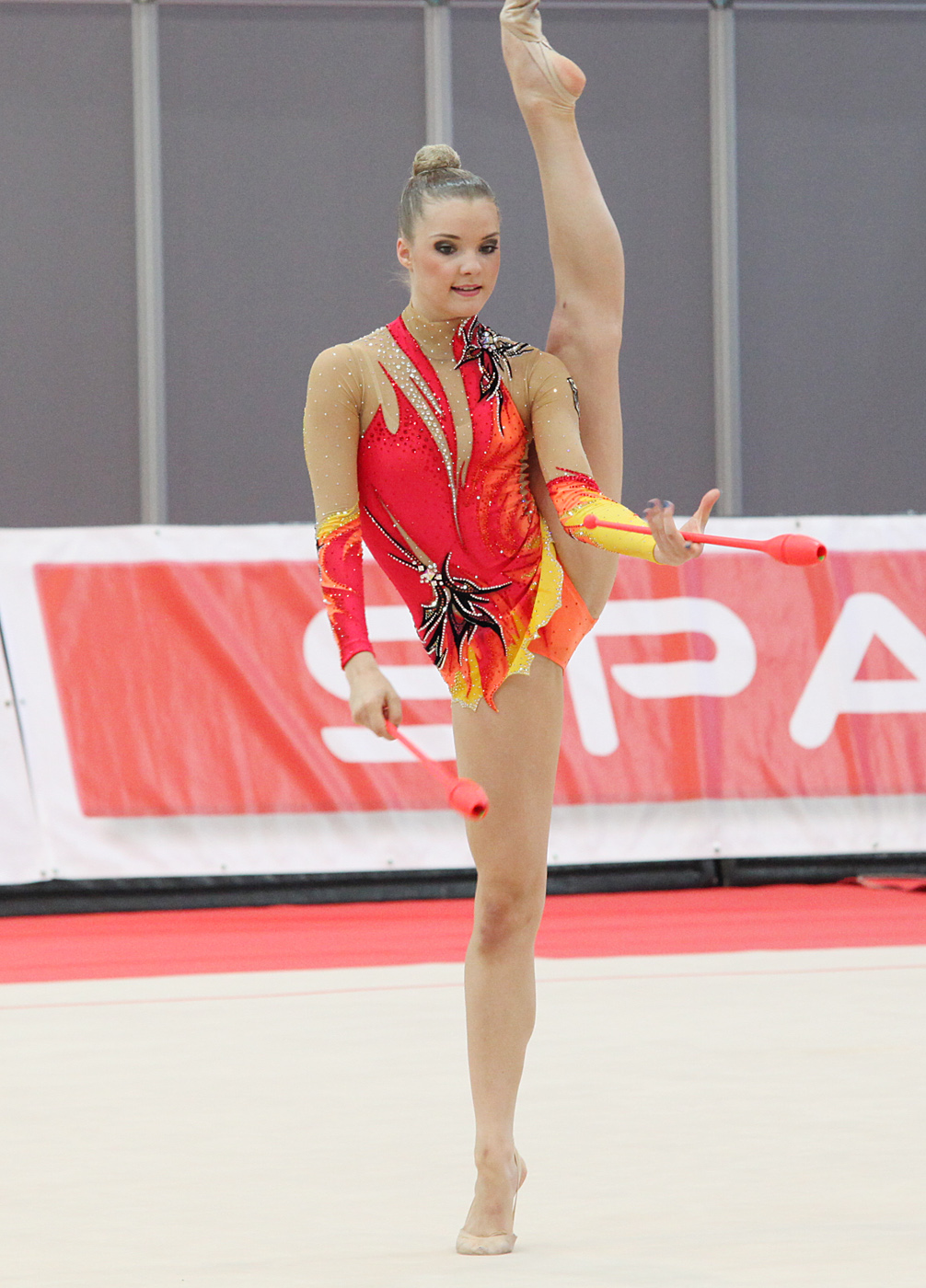
Une gymnaste en grand écart sur une jambe.

- En équilibre sur une jambe, l'autre jambe dans le même alignement. Ce type de grand écart est utilisé principalement en gymnastique rythmique, car il constitue un élément important dans le code de pointage. Il en existe de nombreuses combinaisons : latéral, facial, en planche, dorsal, avec ou sans aide des mains, etc. Le grand écart en équilibre nécessite, tout comme le saut écart, une grande souplesse, mais surtout une musculature importante pour pouvoir tenir une jambe en l'air sans avoir besoin de s'aider de ses mains, ainsi qu'un bon maintien de l’équilibre.

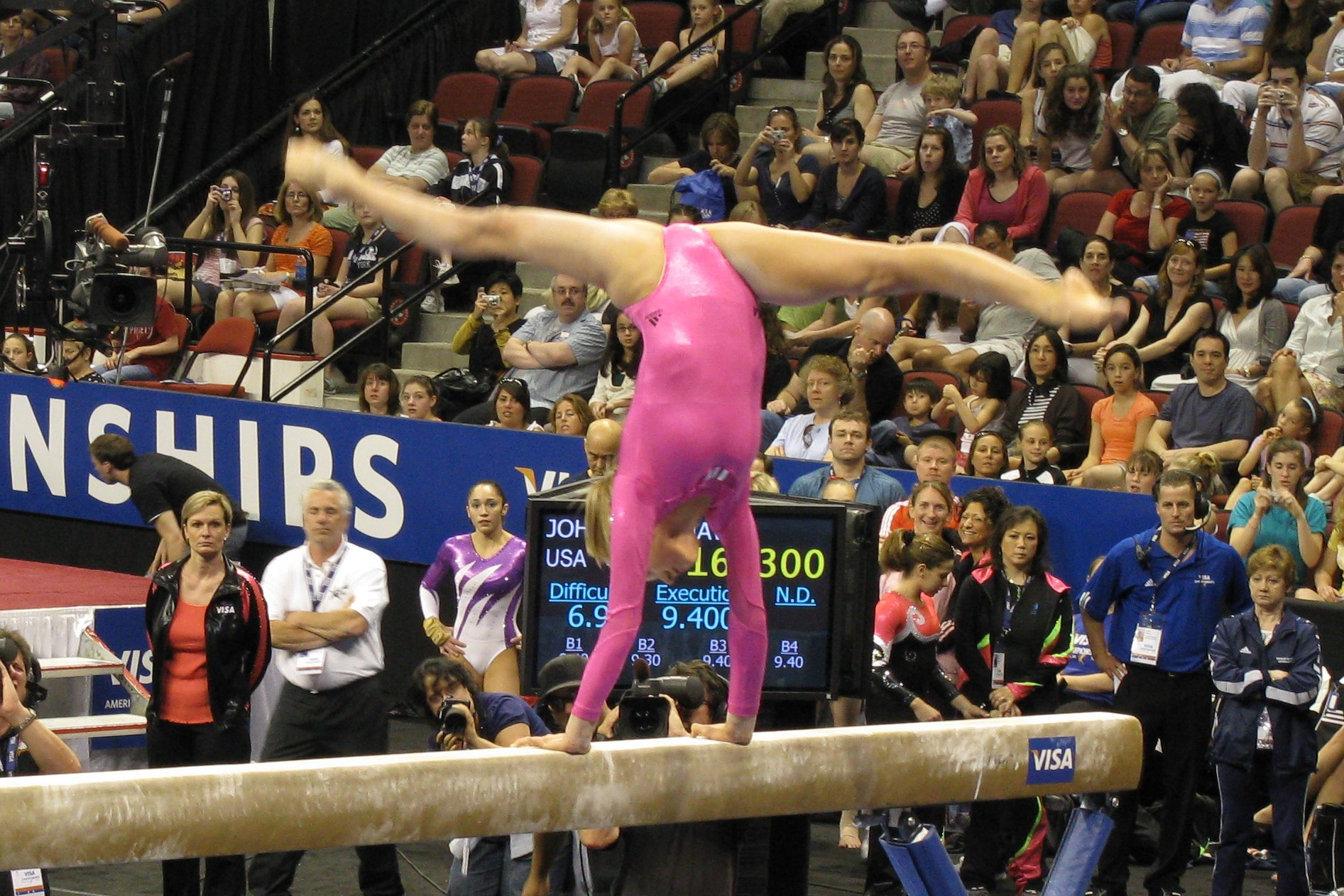
Une gymnaste effectue un ATR écart.

- Le grand écart en ATR est principalement utilisé en gymnastique artistique, il s'agit d'un ATR durant lequel le gymnaste écarte les jambes de façon à ce qu'elles soient parallèles et perpendiculaires au tronc. Ici aussi, la maîtrise d'un écart de plus de 180° est nécessaire.

## Problèmes liés
Le problème le plus fréquent dû aux grands écarts est la douleur dans les articulations des hanches. Celle-ci se fait ressentir lorsque les jambes ne sont pas portées en dehors. En effet, contrairement à la danse classique ou à la gymnastique rythmique, où la manœuvre est bien réalisée, en gymnastique artistique, certains gymnastes ne tournent pas leurs jambes vers l'extérieur, alors que leur bassin n'est pas incliné. Autre problème fréquent : la douleur dans les genoux. Pour éviter le plus possible les douleurs, il faut correctement échauffer le corps en réalisant de multiples exercices d'étirement qui nécessitent beaucoup de souplesse.